# Rhabdalestes brevidorsalis
Rhabdalestes brevidorsalis és una espècie de peix de la família dels alèstids i de l'ordre dels caraciformes. Va ser descrit pel zoòleg francès Jacques Pellegrin el 1921.

## Morfologia
- Els adults poden assolir 3,3 cm de longitud total.[2][3]

## Hàbitat
És un peix d'aigua dolça i de clima tropical.

## Distribució geogràfica
Es troba al Txad i el Camerun a Àfrica.